# Макатаев, Мукагали
Мукагали́ Сулейменович Маката́ев (каз. Мұқағали Сүлейменұлы Мақатаево файле; 9 февраля 1931 года, село Карасаз, Нарынкольский район, Алма-Атинская область, — 27 марта 1976 года, Алма-Ата, Казахская ССР, СССР) — казахский советский поэт и писатель, переводчик.

## Биография
Родился в селе Карасаз Алма-Атинской области. Окончил Литературный институт имени А. М. Горького.
Окончил среднюю школу. Работал секретарём аулсовета, заведующим красной юртой, работником комсомольских органов, литературным сотрудником районной газеты. Происходит из рода алжан племени албан.
В 1954–1962 годах работал диктором на Казахском радио, учителем, в 1962–1972 годах — заведующим отделом газет «Социалистік Қазақстан», «Қазақ әдебиеті», журналов «Мәдениет және тұрмыс», «Жұлдыз», в 1972–1973 годах — литературным консультантом Союза писателей Казахстана.
Первые стихи семнадцатилетнего Мукагали увидели свет в 1948 году в газете «Советская граница», ведь родом он был из Нарынкольского приграничья. Стихи всегда полны упоминаний этих мест, и, смертельно больной, он просит отвезти его в родной аул в надежде, что спасти его может только родная земля. Читатели узнали и почувствовали своего поэта по публикациям в газетах и журналах, по коллективному сборнику «Жастар жыры» («Песни молодости»), выпущенному в 1951 году. В 1962 году газета «Социалистік Қазақстан» опубликовала поэму «Аппассионата», которая принесла Макатаеву известность, и его имя пополнило ряды лучших казахских поэтов.
Автор книг «Жизнь-легенда», «Жизнь-река», «Реквием Моцарта», «Избранное». Песня на его стихи «Саржайляу» стала народной. Переводил на казахский русскую классику, зарубежную литературу, в том числе Уолта Уитмена, «Божественную комедию» Данте. Его имя ставят рядом с именами Абая, Ауэзова и других классиков казахской литературы. 
Лауреат Государственной премии Казахстана.
Боль за своё рано повзрослевшее поколение навсегда осталась в сердце будущего поэта и пробудила в нем чувство сострадания ко всем осиротевшим детям. От имени своих сверстников, от имени всех сирот земли Мукагали Макатаев обратился к людям в поэме «Реквием Моцарта», написанной им незадолго до смерти:

Мы сироты

Одни на свете.

Мы — не взрослые и не дети;

Нам не страшно

И нам не больно.

Шар земной

Будто мяч футбольный.

Не ругайте нас, одичалых,

Нас, к любому делу пригодных,

Нас, отчаявшихся, печальных,

Нас, бессребреников голодных.

Равнодушье преодолейте,

Нашей болью переболейте.

Нам обиду не наносите

Жалких слез над нами не лейте.

Способность сострадать, сопереживать, творить добро, быть милосердным стала главным критерием поэта в оценке человека и лейтмотивом всего творчества. Для него жизненно важно было, чтобы строки «простые как жизнь», народ понял и полюбил.
Последние десять лет жизни, исключая два года учебы в Москве, в Литературном институте, прошли в Алма-Ате.
Где бы ему ни приходилось работать — секретарем аулсовета, заведующим «красной юртой», литературным сотрудником в районной газете, диктором Казахского радио, заведующим отделом в газетах «Социалистік Қазақстан», «Қазақ әдебиетi», журналах «Мәдениет және тұрмыс», «Жұлдыз», литературным консультантом в Союзе писателей — главным для него было как донести до читателя то, что переполняло его, не давало покоя.

Памятник Мукагали Макатаеву в Алма-Ате. Июль 2015 года

«Он искал слова, — писал Ануар Алимжанов, — которые бы полнее выражали смысл жизни, суть труда и дел нашего поколения. И он сумел найти такие слова. Добротой наполнены его строки, добротой и любовью к человеку».
Прижизненные издания немногочисленны: «Ласточка ты прилетела», «Мавр», «Дарига», «Когда спят лебеди». Одну из лучших своих книг «Жизнь — поэма» поэт подготовил, но не увидел вышедшей в свет. Когда в 1979 году в издательстве «Жазушы» вышла книга «Жизнь — озеро», а в 1984 году — «Шолпан», то стало очевидным: М. Макатаев не издал при жизни и половины написанного им. Это было трагедией для поэта, осознававшего свою творческую силу, своё место в национальной поэзии. Сердце Мукагали стало давать сбои.
Поэт ушёл из жизни, когда ему было всего 45, похоронен на Кенсайском кладбище Алма-Аты.
«Когда спят лебеди», «Здравствуйте, друзья!», «Милая моя ласточка», «Поющая душа», «Река жизни», «Шолпан», «С грузом в сердце», двухтомное издание стихотворений и поэм «Биение сердца» — все эти книги были изданы на родном поэту казахском языке. Так уж случилось, что первая книга стихов Мукагали Макатаева на русском языке вышла в свет спустя несколько лет после его смерти. В 1981 году был опубликован сборник «Зов души».
Частью творческого наследия поэта стали замечательные переводы, заслужившие самую высокую оценку литературной общественности Казахстана. К классическим образцам можно отнести его переводы «Листьев травы» У. Уитмена и «Божественной комедии» Данте, «Сонетов» Шекспира и русских поэтов А. Пушкина, Н. Некрасова, А. Блока. Мастерски переложенные на казахский язык, они стали достоянием родной поэзии. О переводе «Божественной комедии» Данте Алигьери коллега Макатаева Орынбай Жанайдаров написал: «Мукагали, переводя Данте, добавил к строке "Божественной комедии" два слога и знаменитые терцины рифмовал, не разделяя на перекрестную рифму. У Мукагали в терцинах-трехстишиях, из которых состоит поэма, рифмуются все три строки! В результате получился чеканный казахский стих! Стих, изумительный по своей структуре и слогу» (журнал «Простор», 2012, № 2).
Слава к Мукагали Макатаеву пришла после смерти. Уникальным стало иллюстрированное издание «Божественной комедии» Данте в его переводе. Поэтические сборники вошли в золотой фонд казахской поэзии. А нежные поэтические строки положены на музыку и звучат песнями. В эти же годы появились переводы стихов М. Макатаева на русский язык, сделанные О. Жанайдаровым и М. Курганцевым, Ю. Александровым и Л. Шашковой.

## Творчество
Мукагали Макатаев начал печататься в 1948 году. Известность ему принесла поэма «Аппасионата» (1962). Поэмы «Ильич» (1964) и «Мавр» (1970) были посвящены В. И. Ленину и К. Марксу. Поэтические сборники «Привет, друзья» (1966), «Ласточка моя» (1968), «Сердце моё» (1972), «Лебеди не спят» (1974), «Тепло жизни» (1975), «Поэма жизни» (1976), «Река жизни» (1978), «Биение сердца» (1-2 книги, 1982), «Шолпан» (1984) и другие вошли в золотой фонд казахской национальной поэзии. Прозаические произведения вошли в сборник под названием «Две ласточки» (1988). Многие стихи Макатаева положены на музыку.
Макатаев перевёл на казахский язык сонеты У. Шекспира (1970), стихи У. Уитмена (1969), поэму «Божественная комедия» Данте (1971) и другие.

## Семья
Отец — Сулейман, мать Нагиман (1905–1995).
Жена — Лашын (1928–2006).
Дети — Майгуль, Ляззат, Алмагуль, Шолпан (дочери), Айбар и Жулдыз (род. 1953). Последние двое детей – его сыновья..

## Память
- В 1985 году Союзом писателей Казахстана была учреждена литературная премия имени М. Макатаева[2].
- В 1991 году в Алма-Ате его именем была названа улица, установлена мемориальная доска на доме, где он жил.
- В 2000 году Мукагали Макатаеву за сборник стихов «Аманат» правительством Казахстана была посмертно присуждена Государственная премия Республики Казахстан в области литературы, искусства и архитектуры[5].
- В 2002 году ему был установлен бронзовый памятник в сквере на углу улиц Макатаева и Желтоксан[6].
- В 2021 году вышел снятый на киностудии Казахфильм по заказу Министерства культуры и спорта Республики Казахстан фильм «Мукагали» режиссера Болата Калымбетова. На 25-м Таллиннском кинофестивале Тёмные ночи картина была удостоена приза экуменического жюри[7].